# Devils Peak
Der Devils Peak (englisch für Teufelsspitze) ist ein markanter und 735 m hoher Berg auf der Südseite von Coronation Island im Archipel der Südlichen Orkneyinseln. Er ragt zwischen dem Sunshine Glacier und dem Devils Corrie auf.
Der Falkland Islands Dependencies Survey nahm zwischen 1948 und 1949 Vermessungen des Berges vor und benannte ihn in Anlehnung an die Benennung des benachbarten Devils Corrie.